# Варшавська мечеть

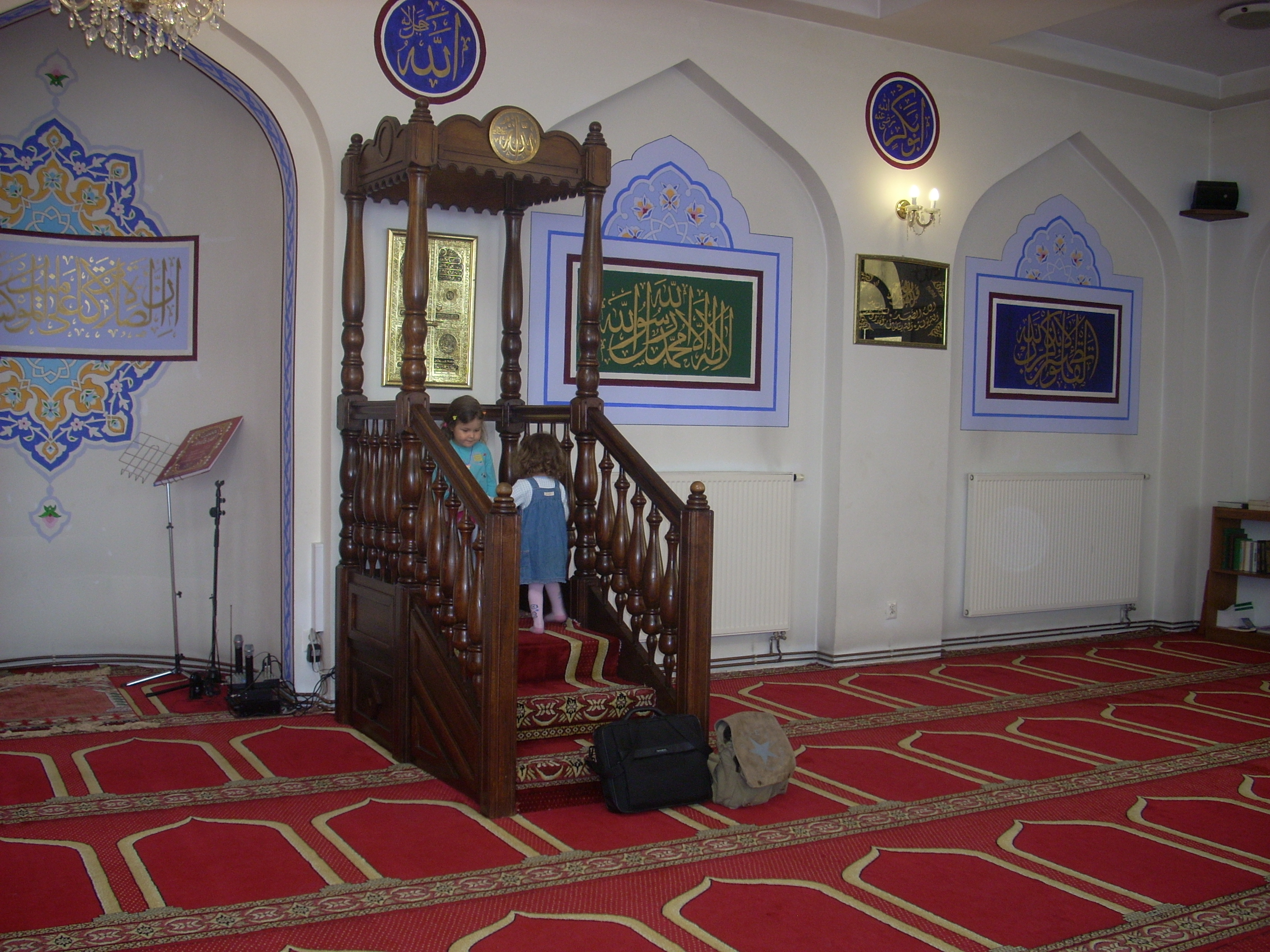
Інтер'єр мечеті

Варша́вська мече́ть (пол. Meczet w Warszawie) — мечеть у Варшаві, у районі Вілянув на вулиці Вертнича 103. Є однією з п'яти окремо стоячих активних мечетей Польщі.
Варшавська мечеть не є типовим мусульманським молитовним домом, а є адаптованою 1993 року віллою. У будівлі розташовуються ісламські культурні установи та офіс Мусульманської громади Варшави. У мечеті немає мінарету.
Ідея будівництва мечеті у Варшаві існувала ще до початку Другої світової війни. Проект 1936 року передбачав зведення будівлі з цибулеподібним куполом та чотирма мінаретами.

## Галерея

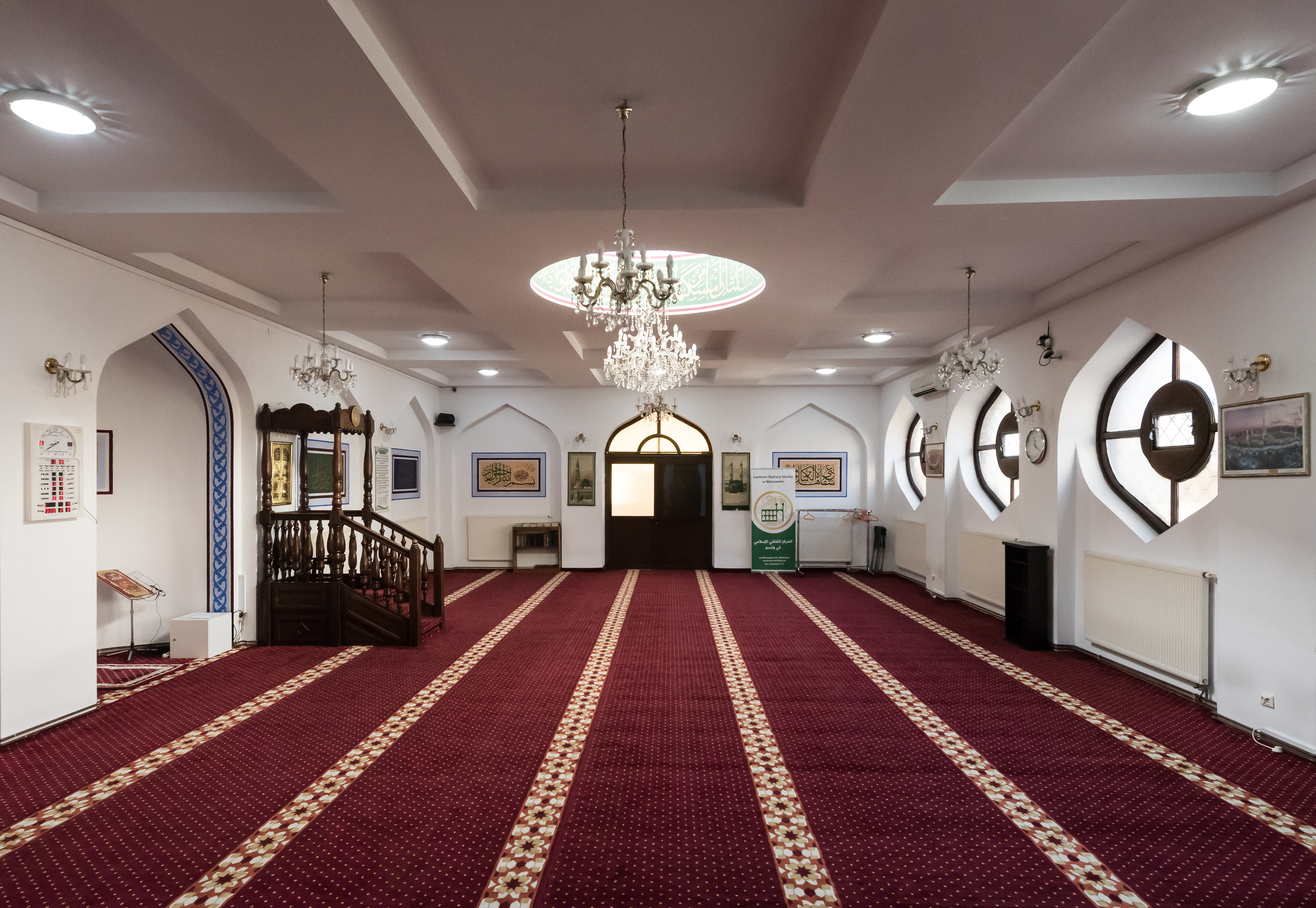
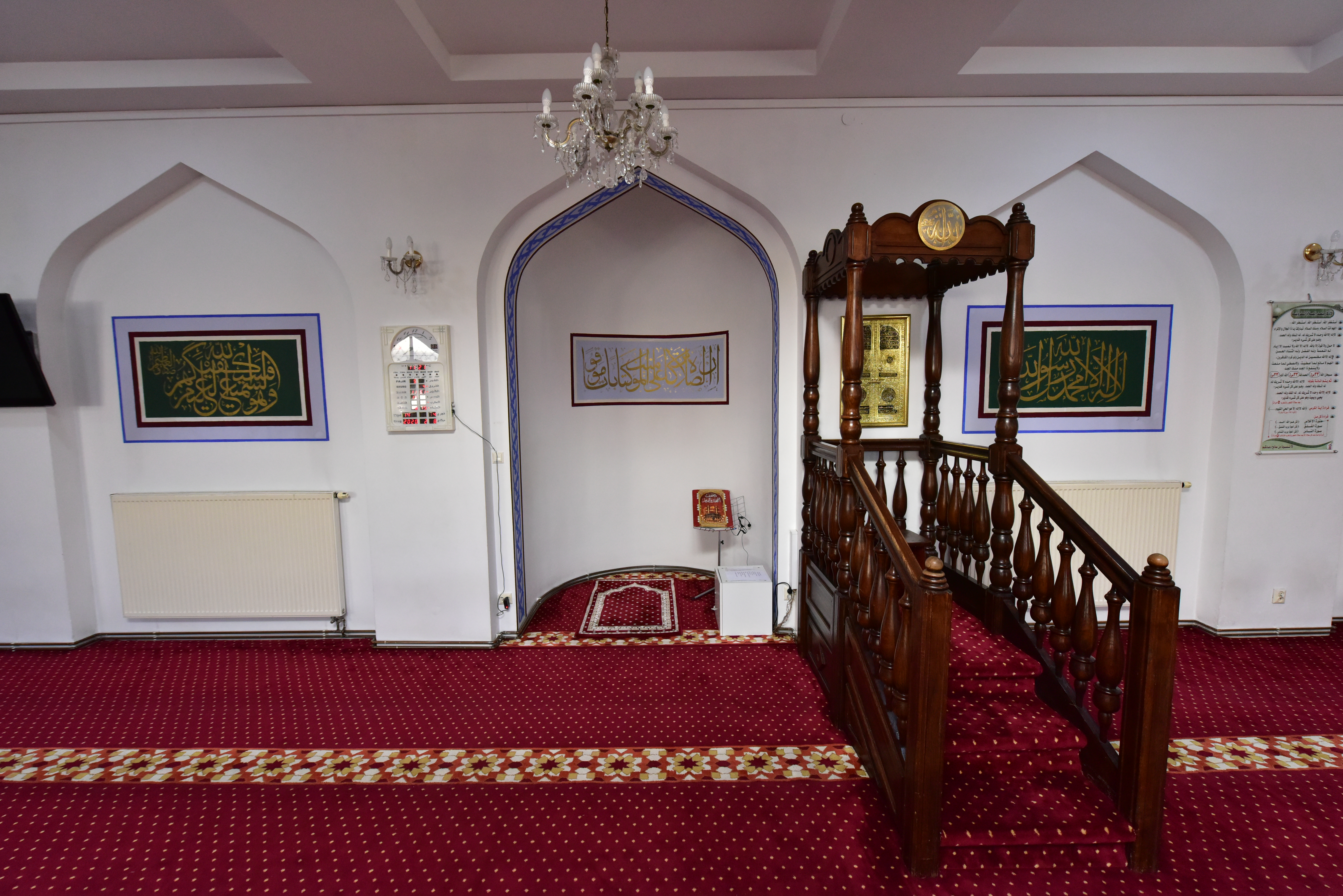
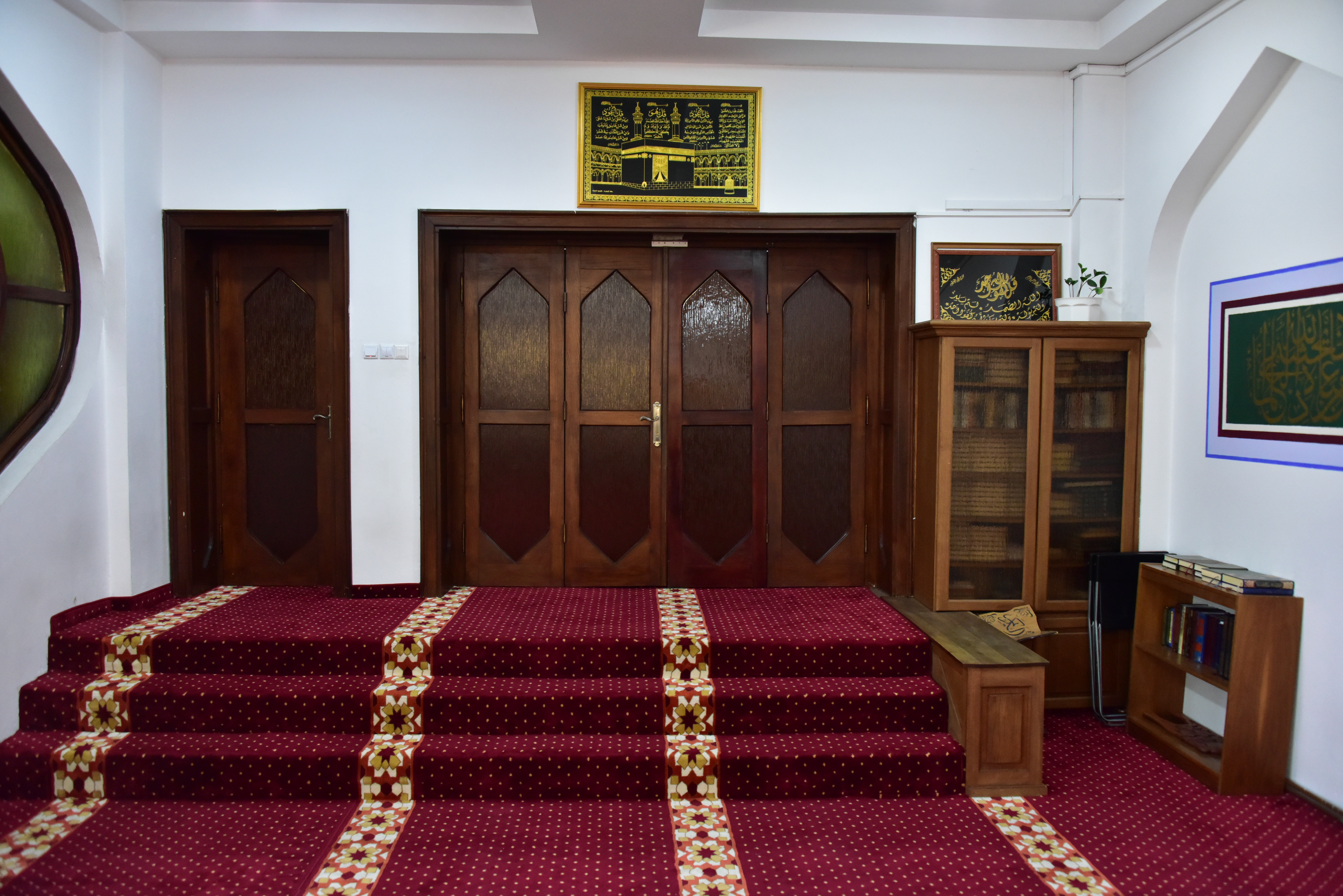